# David McKeon (zwemmer)
David McKeon (Wollongong, 25 juli 1992) is een Australische zwemmer. Hij vertegenwoordigde zijn vaderland op de Olympische Zomerspelen 2012. McKeon is de zoon van oud-zwemmer Ron McKeon, tevens zijn coach, en de broer van zwemster Emma McKeon.

## Carrière
Bij zijn internationale debuut, op de Olympische Zomerspelen van 2012 in Londen, strandde McKeon in de series van de 400 meter vrije slag. Samen met Cameron McEvoy, Ned McKendry en Ryan Napoleon zwom hij in de series van de 4x200 meter vrije slag, in de finale eindigden McKendry en Napoleon samen met Thomas Fraser-Holmes en Kenrick Monk op de vijfde plaats.
Op de wereldkampioenschappen zwemmen 2013 in Barcelona werd de Australiër uitgeschakeld in de series van de 400 meter vrije slag, op de 4x200 meter vrije slag strandde hij samen met Ned McKendry, Alexander Graham en Jarrod Killey in de series.
Tijdens de Gemenebestspelen 2014 in Glasgow veroverde McKeon de zilveren medaille op de 400 meter vrije slag, op de 200 meter vrije slag eindigde hij op de vierde plaats. Samen met Cameron McEvoy, Ned McKendry en Thomas Fraser-Holmes sleepte hij de gouden medaille in de wacht op de 4x200 meter vrije slag. In Gold Coast nam de Australiër deel aan de Pan-Pacifische kampioenschappen zwemmen 2014. Op dit toernooi eindigde hij als zesde op de 400 meter vrije slag en als tiende op de 200 meter vrije slag, op de 4x200 meter vrije slag legde hij samen met Cameron McEvoy, Mack Horton en Thomas Fraser-Holmes beslag op de bronzen medaille.

## Internationale toernooien
| Jaar | Olympische Spelen                                                    | WK langebaan                                                  | WK kortebaan  | PanPacs                                                      | Gemenebestspelen                                         |
| ---- | -------------------------------------------------------------------- | ------------------------------------------------------------- | ------------- | ------------------------------------------------------------ | -------------------------------------------------------- |
| 2012 | 14e 400m vrije slag 5e 4x200m vrije slag McKeon zwom enkel de series |                                                               | geen deelname |                                                              |                                                          |
| 2013 |                                                                      | 12e 400m vrije slag 9e 4x200m vrije slag                      |               |                                                              |                                                          |
| 2014 |                                                                      |                                                               | geen deelname | 10e 200m vrije slag · 6e 400m vrije slag · 4x200m vrije slag | 4e 200m vrije slag · 400m vrije slag · 4x200m vrije slag |
| 2015 |                                                                      | 13e 200m vrije slag · 10e 400m vrije slag · 4x200m vrije slag |               |                                                              |                                                          |

## Persoonlijke records
Bijgewerkt tot en met 2 april 2014
Kortebaan
| Afstand         | Tijd    | Datum           | Plaats    |
| --------------- | ------- | --------------- | --------- |
| 200m vrije slag | 1.46,03 | 8 augustus 2013 | Eindhoven |
| 400m vrije slag | 3.42,82 | 4 november 2011 | Singapore |

Langebaan
| Afstand         | Tijd    | Datum         | Plaats   |
| --------------- | ------- | ------------- | -------- |
| 200m vrije slag | 1.46,37 | 2 april 2014  | Brisbane |
| 400m vrije slag | 3.43,71 | 26 april 2013 | Adelaide |